# Daniel Au Yeong
Daniel Yuan Hao Au Yeong (* 10. Februar 2003 in Eindhoven, Niederlande) ist ein österreichischer Fußballspieler singapurischer Abstammung.

## Karriere

### Verein
Au Yeong begann seine Karriere beim FC Rot-Weiß Rankweil. Zur Saison 2017/18 kam er in die AKA Vorarlberg. Zur Saison 2019/20 wechselte er nach Deutschland in die Jugend des SC Freiburg, in der er bis zur U-19 spielte.
Zur Saison 2022/23 kehrte der Stürmer nach Österreich zurück und wechselte zum FK Austria Wien, wo er für die zweite Mannschaft spielen sollte. Sein Debüt für diese in der 2. Liga gab er im August 2022, als er am vierten Spieltag jener Saison gegen den FC Admira Wacker Mödling in der Startelf stand. Insgesamt kam er für die Violets zu 18 Zweitligaeinsätzen, ehe er mit dem Team zu Saisonende aus der 2. Liga abstieg. Daraufhin wurde er zur Saison 2023/24 auf Kooperationsbasis an den Zweitligisten SV Stripfing verliehen. Für Stripfing kam er aber nur einmal zum Einsatz.
Zur Saison 2024/25 wechselte Au Yeong innerhalb der 2. Liga zum SC Austria Lustenau, bei dem er einen bis 2025 laufenden Vertrag erhielt.

### Nationalmannschaft
Au Yeong spielte im Oktober 2017 erstmals für eine österreichische Jugendnationalauswahl. Im September 2019 absolvierte er gegen die Schweiz sein einziges Spiel im U-17-Team. Im September 2021 spielte er dreimal für die U-19-Mannschaft.

## Persönliches
Au Yeong wurde als Sohn eines Singapurers und einer Österreicherin in den Niederlanden geboren. Sein Vater Pak Kuan (* 1960) war singapurischer Nationalspieler, seine Schwester Serena ist Badmintonspielerin.